# 셴추르

셴추르의 위치

셴추르(슬로베니아어: Šenčur, 독일어: Sankt Georgen 장크트게오르겐[*])는 슬로베니아의 도시로 면적은 40.3km2, 높이는 402m, 인구는 7,491명(2002년 기준), 인구 밀도는 185.9명/km2이다.